# El Cuitabón
El Cuitabón är en ort i Mexiko.   Den ligger i kommunen Guasave och delstaten Sinaloa, i den västra delen av landet, 1 200 km nordväst om huvudstaden Mexico City. El Cuitabón ligger 25 meter över havet och antalet invånare är 555.
Terrängen runt El Cuitabón är mycket platt. Runt El Cuitabón är det ganska tätbefolkat, med 100 invånare per kvadratkilometer. Närmaste större samhälle är Guasave, 6,7 km sydväst om El Cuitabón. Trakten runt El Cuitabón består till största delen av jordbruksmark.